# Jean-Claude Auclair
Pour les articles homonymes, voir Auclair.
Jean-Claude Auclair est un producteur de spectacle français.
Auclair a réhabilité la salle de L'Européen, près de la place de Clichy à Paris, en 1988.
Il a produit en 2005 le spectacle d'Annie Cordy. La même année, il rachète le Théâtre de l'Association fraternelle des cheminots français et le rebaptise du nom de l'Alhambra, en souvenir d'une salle légendaire qui était située à quelques mêtres de ce théâtre (L'Alhambra (Paris)).
Le lieu est inauguré en mars 2008.